# Musa Aliyev
Pour les articles homonymes, voir Aliyev.
Musa Aliyev (en azéri :Musa Mirzə oğlu Əliyev), né le 29 mars (11 avril)[C'est-à-dire ?] 1908 à Chamakhi et mort le 4 mai 1985 à Moscou, est un scientifique et homme d'État azerbaïdjanais, docteur ès sciences en géologie et minéralogie (1957), professeur (1957), membre titulaire de l'Académie des sciences de la RSS d'Azerbaïdjan (1950) et président de cette institution en 1950-1958.

## Biographie
Musa Mirza oghlu Aliyev est né le 11 avril 1908 dans la ville de Chamakhi. Après avoir obtenu d'excellentes notes au lycée, il entre à l'Institut polytechnique d'Azerbaïdjan en 1926. En 1931, il est diplômé de la faculté « Exploration géologique » avec mention, est admis aux études de troisième cycle, puis est nommé au poste d'assistant et, à 28 ans, soutient la thèse de son candidat.

## Recherches scientifiques
Musa Aliyev a jeté les bases de l'étude systématique de la faune mésozoïque en Azerbaïdjan. En 1936-1938, il travaille comme chef du bureau azerbaïdjanais du Fonds géologique de Transcaucasie, ingénieur en chef du Département géologique d'Azerbaïdjan, doyen de la faculté de l'Institut industriel d'Azerbaïdjan, et en 1939-1941, il est directeur recteur. En 1941-1942, il travaille comme professeur agrégé au Département de « Paléontologie et géologie historique » de l'Institut pétrolier de Moscou, en tant que chef du Département général des établissements d'enseignement du Commissariat du peuple à l'industrie pétrolière de l'URSS, pendant les années de guerre. 
Musa Aliyev est élu membre et secrétaire du Comité central du Parti communiste d'Azerbaïdjan en 1947 ; en 1947-1949, il est vice-président du Conseil des ministres, président du Comité national de planification, il est élu député en les IIe, IIIe et IXe convocations du Soviet suprême de l'URSS. En 1950, Musa Aliyev est élu membre à part entière de l'EA de la RSS d'Azerbaïdjan. En 1957 il a reçu le diplôme de docteur en géologie et minéralogie et le titre scientifique de professeur. Dans les années 1950-1958, il est président de l'Académie des sciences de la RSS d'Azerbaïdjan. Environ 200 doctorants et étudiants de troisième cycle sont envoyés dans les prestigieux centres scientifiques et éducatifs de l'ancienne Union.
Sous la présidence de Musa Aliyev, le département de paléontologie et de stratigraphie est créé à l'Institut de géologie de l'Académie des sciences d'Azerbaïdjan et les activités de quatre laboratoires y sont rétablies. Sous sa direction éditoriale, une collection en 7 volumes de géologie azerbaïdjanaise est publiée et le département Expédition d'astronomie, astrophysique est créé à l'observatoire de Chamakhi .

## Activité à Moscou
À partir de 1958, Musa Aliyev est invité à Moscou et nommé directeur adjoint des affaires scientifiques de l'Institut de géologie des champs miniers combustibles de l'URSS. Il organise un laboratoire de biostratigraphie des régions pétrolières et gazières. La géographie de ses recherches couvre le Caucase, le Turkménistan, le Kazakhstan, l'Ouzbékistan et la Sibérie occidentale. En 1967, il est envoyé en Algérie par le ministère de l'Industrie pétrolière de l'URSS et gère le grand contrat pétrolier conclu avec ce pays jusqu'en 1971, et réussit à découvrir de riches gisements de pétrole et de gaz.
De 1971 jusqu'à la fin de sa vie, Musa Aliyev travaille à l'institut susmentionné à Moscou. Il est l'auteur de 210 ouvrages scientifiques, de 15 monographies et a dirigé de nombreux docteurs en sciences et candidats.

## Sa mémoire
- En 2009, à l'initiative de l'UNESCO, un colloque dédié au 100e anniversaire du scientifique s'est tenu à Paris.
- Le 21 février 2018, le 110e anniversaire de l'académicien Musa Aliyev est célébré dans la République d’Azerbaïdjan[4].
- Le livre de la journaliste Nadezhda Ismayilova est publié en 2022 sur la base des journaux personnels de l'académicien Musa Aliyev écrits pendant les dernières années de sa vie[5].

## Prix et récompenses
- 1943 - Médaille « Pour la valeur du travail »[réf. nécessaire],
- 1947 - Ordre de Lénine[réf. nécessaire], Pour le travail pendant la guerre dans la formation du personnel technique et scientifique,
- 1953 - Ordre du Drapeau Rouge du Travail[réf. nécessaire], pour le travail de formation de spécialistes et de personnel scientifique dans les universités centrales et les organismes de recherche,
- Ordre de la Gloire (Azerbaïdjan)[réf. nécessaire].